# 新潟県道251号加用今新田津南停車場線
新潟県道251号加用今新田津南停車場線（にいがたけんどう251ごう かよういましんでんつなんていしゃじょうせん）は、新潟県中魚沼郡津南町内を通る一般県道である。

## 概要

### 路線データ
- 起点：新潟県中魚沼郡津南町大字上郷宮野原字下加用（新潟県道238号加用逆巻線交点）
- 終点：津南停車場（新潟県中魚沼郡津南町大字外丸丁字押付）

## 地理

### 通過する自治体
- 新潟県中魚沼郡津南町

### 接続する道路
- 新潟県道238号加用逆巻線（起点：津南町大字上郷宮野原字下加用）
- 新潟県道577号結東上郷宮野原線（津南町大字上郷宮野原字下加用）
- 国道117号（中津川橋交差点 - 津南駅入口交差点で重複）
- 新潟県道49号小千谷十日町津南線（中津川橋交差点 - 大割野交差点で重複）
- 国道405号（大割野交差点 - 津南町大字外丸字押付（「津南駅」東）で重複）
- 新潟県道49号小千谷十日町津南線（津南町大字外丸字押付、「津南駅」東）
- （終点：津南町大字外丸字押付、「津南駅」前）

### 周辺
- JR飯山線 津南駅
- 津南町立津南病院
- 津南町役場
- 新潟県立津南中等教育学校
- 津南町立津南中学校
- 津南町立芦ヶ崎小学校
- 大割野郵便局
- 芦ヶ崎郵便局
- 堺郵便局（長野県下水内郡栄村）
- 信濃川